# شاهرخ گفت تو خوشگلی
شاهرخ گفت تو خوشگلی (به هندی: Shahrukh Bola "Khoobsurat Hai Tu") فیلمی محصول سال ۲۰۱۰ و به کارگردانی ماکاراند دشپانده است. در این فیلم بازیگرانی همچون پریتکا چاولا، ماکاراند دشپانده، کی کی منون، سوزان برنرت و شاهرخ خان ایفای نقش کرده‌اند.